# Treća djevojka
Treća djevojka (izdano 1966.) je kriminalistički roman spisateljice Agathe Christie u kojoj sudjeluju detektivi Hercule Poirot i Ariadne Oliver.

## Radnja
Tri djevojke dijele isti stan u Londonu. Jedna radi kao tajnica; druga kao slikar, treća, koja je došla kod Poirota za pomoć, nestaje, vjerujući za sebe da je ubojica. Bilo je tu riječi o revolverima, noževima, krvavim mrljama... Ali, bez jasnih dokaza, Poirotu će trebati sva njegova upornost da ustanovi je li treća djevojka kriva, nevina ili luda...

## Ekranizacija
Ekraniziran je u jedanaestoj sezoni (2008.–09.) TV serije Poirot s Davidom Suchetom u glavnoj ulozi.

## Poveznice
- Treća djevojka  Arhivirana inačica izvorne stranice od 14. srpnja 2014. (Wayback Machine) na Agatha-Christie.net, najvećoj domaćoj stranici obožavatelja Agathe Christie